# ماورو مينديز
ماورو مينديز (بالبرتغالية: Mauro Mendes‏) هو سياسي برازيلي، ولد في 12 أبريل 1964 في أنابوليس في البرازيل. حزبياً، نشط في الحزب الاشتراكي البرازيلي.